# Сферифікація

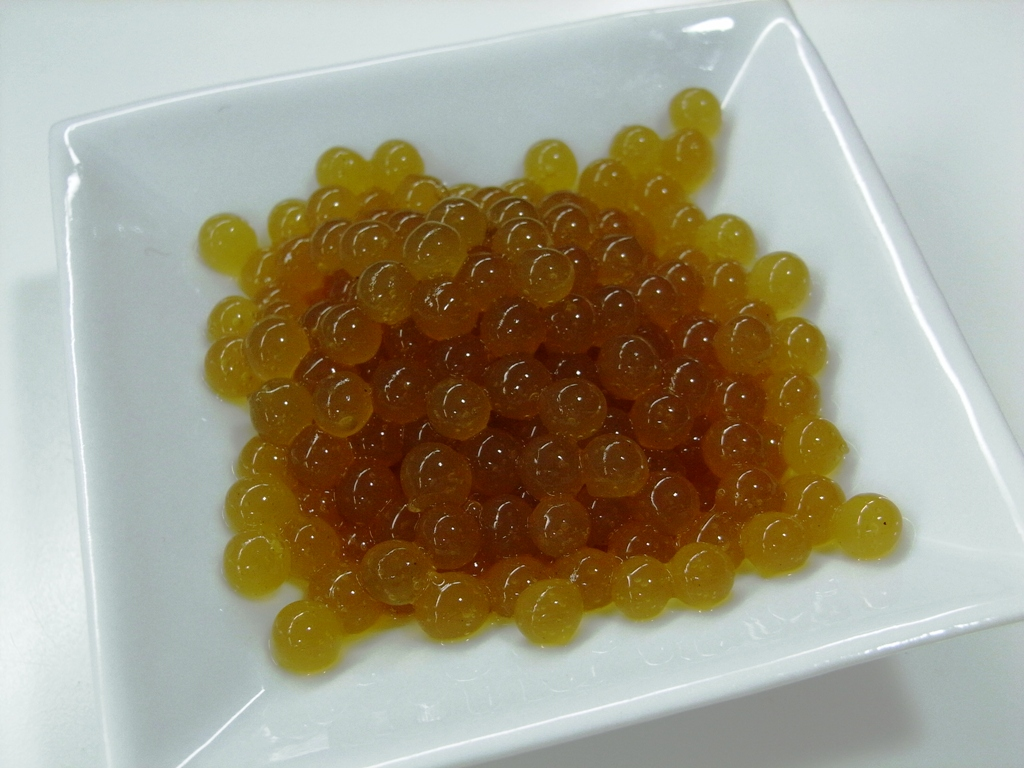
Приклад сферифікації чаю

Сферифікація — це процес гастрономічного приготування, який був розроблений фізиком-хіміком Ферраном Адріа з ресторану «Ель Буллі» в Іспанії. Цей метод використовуєся для створення куль з різних рідин, які зазвичай містяться всередині твердої оболонки.
Процес сферифікації зазвичай використовує розчинення натрію альгінату (засіб з гелювання) у рідині, яку ви хочете перетворити на сфери, і наступне занурення цієї рідини у ванну з розчином кальцію хлориду або іншої солі. У контакті з розчином кальцію утворюється гелеподібна оболонка, яка утримує рідину всередині.
Сферифікація дозволяє створювати сферичні кулі з різних продуктів, таких як фруктові соки, соуси, алкогольні напої або навіть желе. Цей метод дозволяє створювати оригінальні і неочікувані текстурні комбінації та візуальні ефекти у стравах.
Сферифікація стала популярним технічним прийомом у молекулярній кулінарії та гастрономії, і вона використовується багатьма шеф-кухарями та кулінарними експериментаторами для створення нових і цікавих страв.